# RIMS3
RIMS3 (англ. Regulating synaptic membrane exocytosis 3) – білок, який кодується однойменним геном, розташованим у людей на 1-й хромосомі. Довжина поліпептидного ланцюга білка становить 308 амінокислот, а молекулярна маса — 32 796.
| 10         |  | 20         |  | 30         |  | 40         |  | 50         |
| ---------- |  | ---------- |  | ---------- |  | ---------- |  | ---------- |
| MFNGEPGPAS |  | SGASRNVVRS |  | SSISGEICGS |  | QQAGGGAGTT |  | TAKKRRSSLG |
| AKMVAIVGLT |  | QWSKSTLQLP |  | QPEGATKKLR |  | SNIRRSTETG |  | IAVEMRSRVT |
| RQGSRESTDG |  | STNSNSSDGT |  | FIFPTTRLGA |  | ESQFSDFLDG |  | LGPAQIVGRQ |
| TLATPPMGDV |  | HIAIMDRSGQ |  | LEVEVIEARG |  | LTPKPGSKSL |  | PATYIKVYLL |
| ENGACLAKKK |  | TKMTKKTCDP |  | LYQQALLFDE |  | GPQGKVLQVI |  | VWGDYGRMDH |
| KCFMGMAQIM |  | LDELDLSAAV |  | TGWYKLFPTS |  | SVADSTLGSL |  | TRRLSQSSLE |
| SATSPSCS   |  |            |  |            |  |            |  |            |

A: Аланін

C: Цистеїн

D: Аспарагінова кислота

E: Глутамінова кислота

F: Фенілаланін

G: Гліцин

H: Гістидин

I: Ізолейцин

K: Лізин

L: Лейцин

M: Метіонін

N: Аспарагін

P: Пролін

Q: Глутамін

R: Аргінін

S: Серин

T: Треонін

V: Валін

W: Триптофан

Кодований геном білок за функцією належить до фосфопротеїнів. 
Задіяний у таких біологічних процесах, як транспорт, екзоцитоз, альтернативний сплайсинг. 
Локалізований у клітинних контактах, синапсах.